# 30a cerimònia dels Premis César
La 30a cerimònia dels Premis César — també coneguts com Nuit des César — que premiava les pel·lícules estrenades el 2004, va tenir lloc el 26 de febrer de 2005 al Théâtre du Châtelet.
Va ser presidida per Isabelle Adjani, presentada per Gad Elmaleh i emesa a Canal+. El programa va ser seguit per 3,3 milions d'espectadors. Això correspon al 15,8% de l'audiència.

## Presentadors i ponents
- Isabelle Adjani, presidenta de la cerimònia
- Gad Elmaleh, mestre de cerimònies
- Monica Bellucci, per l'entrega del César Honorífic a Will Smith
- Sandrine Bonnaire, per l'entrega del César d'Honor a Jacques Dutronc
- Diane Kruger, per la presentació del César a l'home més prometedor
- Philippe Noiret, per la presentació del César a l'actriu més prometedora
- Gérard Depardieu, Jean-Paul Rouve, per la presentació del César a la millor actriu
- Sabine Azéma, per la presentació del César al millor actor
- Jean Paul Gaultier, per la presentació del César al millor vestit
- Asia Argento, per la presentació del César a la millor música
- Isabelle Adjani, per la presentació del César a la millor pel·lícula

## Desenvolupament
La sorprenent guanyadora fou L'Esquive, que de sis nominacions van guanyar quatre premis (millor pel·lícula, millor director, millor guió i millor actriu revelació), i el seu director, Abdellatif Kechiche, va endur-se dos premis. La pel·lícula amb més nominacions (dotze), Llarg diumenge de festeig de Jean-Pierre Jeunet, va guanyar cinc premis: millor actriu secundària, millor actriu revelació, millor fotografia, millor decorat i millor vestuari. I Yolande Moreau va guanyar les dues nominacions a les que optava: millor actriu i millor primera pel·lícula. Nogensmenys, una de les favorites, Les Choristes de Christophe Barratier, de vuit nominacions només va guanyar dos premis (millor música i millor so). Pitjor sort van tenir Rois et reine d'Arnaud Desplechin, que de set nominacions només va guanyar el premi al millor actor, i Assumptes pendents d'Olivier Marchal, que de vuit nominacions no va guanyar cap premi.
En el seu discurs final, la presidenta Isabelle Adjani va recordar la periodista Florence Aubenas, retinguda com a ostatge a Iraq, i la franco-colombiana Ingrid Betancourt, segrestada per la guerrilla.

## Guanyadors i nominats
Els guanyadors s'indiquen en negreta.
| Millor pel·lícula - L'Esquive d'Abdellatif Kechiche - Assumptes pendents d'Olivier Marchal - Les Choristes de Christophe Barratier - Rois et reine d'Arnaud Desplechin - Llarg diumenge de festeig de Jean-Pierre Jeunet                               | Millor director - Abdellatif Kechiche per L'Esquive - Christophe Barratier per Les Choristes - Arnaud Desplechin per Rois et reine - Jean-Pierre Jeunet per Llarg diumenge de festeig - Olivier Marchal per Assumptes pendents |
| Millor actor - Mathieu Amalric per Rois et reine - Daniel Auteuil per Assumptes pendents - Gérard Jugnot per Les Choristes - Benoît Poelvoorde per Podium - Philippe Torreton per L'Équipier                                                           | Millor actriu - Yolande Moreau per Quand la mer monte... - Maggie Cheung per Clean - Emmanuelle Devos per Rois et reine - Audrey Tautou per Llarg diumenge de festeig - Karin Viard per Le Rôle de sa vie |
| Millor actor secundari - Clovis Cornillac per Mensonges et trahisons et plus si affinités... - François Berléand per Les Choristes - André Dussollier per Assumptes pendents - Maurice Garrel per Rois et reine - Jean-Paul Rouve per Podium           | Millor actriu secundària - Marion Cotillard per Llarg diumenge de festeig - Ariane Ascaride per Brodeuses - Julie Depardieu per Podium - Émilie Dequenne per L'Équipier - Mylène Demongeot per Assumptes pendents |
| Millor actor revelació - Gaspard Ulliel per Llarg diumenge de festeig - Osman Elkharraz per L'Esquive - Damien Jouillerot per Les Fautes d'orthographe - Jérémie Renier per Violence des échanges en milieu tempéré - Malik Zidi per Els temps canvien | Millor actriu revelació - Sara Forestier per L'Esquive - Marilou Berry per Com una imatge - Sabrina Ouazani per L'Esquive - Lola Naymark per Brodeuses - Magali Woch per Rois et reine |
| Millor pel·lícula estrangera - Lost in Translation de Sofia Coppola - 21 Grams d'Alejandro Gonzalez Inarritu - Diarios de motocicleta de Walter Salles - Eternal Sunshine of the Spotless Mind de Michel Gondry - Fahrenheit 9/11 de Michael Moore     | Millor primera pel·lícula - Quand la mer monte... de Gilles Porte i Yolande Moreau - Brodeuses Éléonore Faucher - Les Choristes de Christophe Barratier - Podium de Yann Moix - Violence des échanges en milieu tempéré de Jean-Marc Moutout                                                                                                  |
| Millor pel·lícula de la Unió Europea - Ae Fond Kiss... de Ken Loach i Život je čudo d’Emir Kusturica - La mala educación de Pedro Almodóvar - Mondovino de Jonathan Nossiter - Saraband d’Ingmar Bergman                                               | Millor guió original o adaptació - Abdellatif Kechiche, Ghalya Lacroix per L'Esquive - Arnaud Desplechin, Roger Bohbot per Rois et reine - Agnès Jaoui, Jean-Pierre Bacri per Com una imatge - Jean-Pierre Jeunet, Guillaume Laurant per Llarg diumenge de festeig - Olivier Marchal, Franck Mancuso, Julien Rappeneau per Assumptes pendents |
| Millor música - Bruno Coulais per Les Choristes - Angelo Badalamenti per Llarg diumenge de festeig - Tony Gatlif, Delphine Mantoulet per Exils - Nicola Piovani per L'Équipier                                                                         | Millor fotografia - Bruno Delbonnel per Llarg diumenge de festeig - Jean-Marie Dreujou per Deux frères - Éric Gautier per Clean |
| Millor decorat - Aline Bonetto per Llarg diumenge de festeig - François Chauvaud per Les Choristes - Jean-Pierre Fouillet per Immortel (ad vitam) | Millor muntatge - Noëlle Boisson per Deux frères - Hachdé per Assumptes pendents - Hervé Schneid per Llarg diumenge de festeig |
| Millor so - Daniel Sobrino, Nicolas Cantin, Nicolas Naegelen per Les Choristes - Pierre Mertens, François Maurel, Sylvain Lasseur, Joël Rangon per Assumptes pendents - Jean Umansky, Gérard Hardy, Vincent Arnardi per Llarg diumenge de festeig      | Millor vestuari - Madeline Fontaine per Llarg diumenge de festeig - Catherine Bouchard per Podium - Pierre-Jean Larroque per Arsène Lupin |
| Millor curtmetratge - Cousines de Lyes Salem - Hymne à la gazelle de Stéphanie Duvivier - La Méthode Bourchnikov de Grégoire Sivan - Les Parallèles de Nicolas Saada                                                                                   | César d'honor - Will Smith - Jacques Dutronc |